# وزارة التراث الثقافي والسياحة والصناعات التقليدية الإيرانية

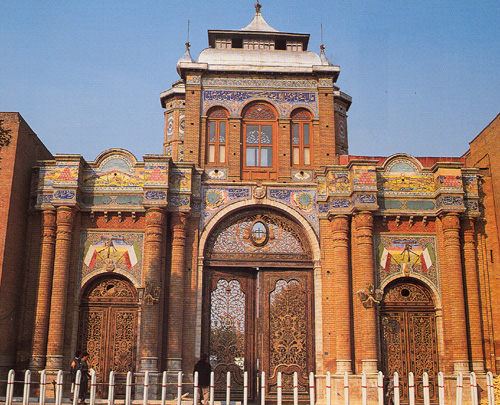
بوابات باغ ملي ، حيث توجد بعض مكاتب ICHTO. تم بناء البوابات خلال سلالة القاجار.

وزارة التراث الثقافي والسياحة والصناعات التقليدية الإيرانية (بالفارسية: وزارت میراث فرهنگی، گردشگری و صنایع دستی ایران) هي مؤسسة تعليمية وبحثية تشرف على العديد من مجمعات المتاحف المرتبطة بها في جميع أنحاء إيران . تدار وتمول من قبل حكومة إيران . في الآونة الأخيرة ، انتقلت هذه المنظمة إلى وزارة.
تأسست في عام 1985 بموجب تشريع من المجلس دمج 11 منظمة بحثية وثقافية. الرئيس الحالي للمنظمة هو علي أصغر مونسان ، الذي عينه الرئيس حسن روحاني في 13 أغسطس 2017. كان رئيسًا للمنطقة الخالية من جزيرة كيش .
ينشر ويشرف على نشر العديد من المجلات والكتب ، وينفذ المشاريع بالاشتراك مع العديد من المتاحف والأوساط الأكاديمية الأجنبية. وهو مشابه في النطاق والنشاط لمؤسسة سميثسونيان .

## بعض متاحف وقصور
- المتحف الوطني الإيراني
- قصر مورفاريد
- قصر ساداباد
- مجمع قصر نيافاران
- قصر جولستان
- ساحة ناغش جهان
- متحف الأواني الزجاجية والسيراميك في إيران
- متحف السجاد الايراني
- متحف رضا عباسي
- متحف مالك الوطني الإيراني
- متحف إيران الوطني للسيارات
- بم ومشهدها الثقافي
- متحف بارس شيراز
- المتحف الوطني لتاريخ العلوم الطبية (إيران)

## بعض المنظمات التي تديرها
- منظمة السياحة والسياحة الإيرانية
- وكالة أنباء التراث الثقافي
- مكتب العلاقات العامة ICHTO
- مركز البحوث للحفاظ على الآثار الثقافية
- مركز توثيق ICHTO [وصلة مكسورة] [ وصلة ميتة دائمة ][ وصلة ميتة دائمة ]
- مركز نوروز للبحوث الأنثروبولوجية
- المكتب الفني لمشاريع الحفاظ على ICHTO
- مركز البحوث للفنون التقليدية

## المشاريع الأثرية
- مدينة المعصولة التاريخية
- هافت تيبي
- ايابير
- جغا زنبيل
- السلطانية
- بيسوتون
- تخت سليمان
- ارج بام
- برسيبوليس وباسارغاد

لديها فروع في جميع محافظات إيران تدير وتدير المشاريع والمواقع والمتاحف المحلية.

## روابط خارجية
- باللغة الفارسية CHN: ICHTO Official News Service
- باللغة الإنجليزية CHN: ICHTO Official News Service
- باللغة الفارسية Official website